# La misteriosa mirada del flamenco
La misteriosa mirada del flamenco is een Chileens-Frans-Belgisch-Spaans-Duitse dramafilm uit 2025, geschreven en geregisseerd door Diego Céspedes in zijn regiedebuut. De hoofdrollen worden vertolkt door Tamara Cortés, Matías Catalán en Paula Dinamarca.

## Verhaal
De film speelt zich af in 1984 in een afgelegen mijnstadje in Noord-Chili en volgt Lidia, een 12-jarig meisje dat opgroeit in een hecht queer gezin, samen met haar oudere broer Alexo en zijn partner Flamenco, een travestiet. Het gezin vindt een gemeenschap en toevlucht in een lokaal cabaret genaamd "The Cage", gerund door Boa, die als een moederfiguur voor de artiesten fungeert.
De stad is in de greep van angst vanwege de verspreiding van een mysterieuze ziekte die al meerdere levens heeft geëist. Volgens lokaal bijgeloof wordt de ziekte overgedragen via oogcontact tussen verliefde mannen, wat leidt tot wijdverbreide paranoia. Wanneer Flamenco aan de ziekte bezwijkt, valt de verdenking op Alexo, die ervan wordt beschuldigd drager te zijn. Als gevolg hiervan worden hij en andere leden van de queergemeenschap onderworpen aan quarantaine en publieke vernedering.

## Rolverdeling
| Acteur          | Personage |
| --------------- | --------- |
| Tamara Cortés   | Lidia     |
| Matías Catalán  | Flamenco  |
| Paula Dinamarca | Boa       |

## Productie
In 2019 nam Diego Céspedes deel aan de Cinéfondation Residence in Cannes om de film te ontwikkelen. In 2020 nam het project deel aan de "Ikusmira Berriak", gehouden tijdens het Internationaal filmfestival van San Sebastián. De film won de TFL Production Award op het "TorinoFilmLab" van 2020 en ontving een productiesubsidie van € 50.000. In 2021 nam de film ook deel aan de Producers Summit van het "Sundance Institute".
De film werd geproduceerd door Quijote Films in coproductie met het Franse Les Valseurs, het Duitse Weydemann Bros Film en het Belgische Wrong Men, in samenwerking met Arte France Cinema en Irusoin.

## Release en ontvangst
La misteriosa mirada del flamenco ging op 15 mei 2025 in première op het Filmfestival van Cannes in de Un certain regard-competitie. De film won de Prix Un certain regard.

## Prijzen en nominaties
De belangrijkste:
| Jaar | Prijs                   | Categorie              | Genomineerde(n) | Uitslag     |
| ---- | ----------------------- | ---------------------- | --------------- | ----------- |
| 2025 | Filmfestival van Cannes | Prix Un certain regard | Diego Céspedes  | Gewonnen    |
| 2025 | Filmfestival van Cannes | Caméra d'or            | Diego Céspedes  | Genomineerd |
| 2025 | Filmfestival van Cannes | Queer Palm             | Diego Céspedes  | Genomineerd |